# Presa de Maranhão
La Presa de Maranhão (en portugués: Barragem de Maranhão) es un embalse construido sobre el lecho de la Ribeira de Seda (en la cuenca hidrográfica del río Tajo), está situado en Maranhão, en la actual parroquia de Alcórrego e Maranhão perteneciente al municipio de Avís, en el Distrito de Portalegre, en Portugal.
Terminado en 1957, el embalse tiene una capacidad de 205,4 hm³, con una superficie de 1.960 hectáreas. Tiene una capacidad máxima de descarga de 1600 m³/s.
La longitud de la coronación es de aproximadamente 204 m, con un volumen de vertedero de 592.000 m³ y una altura sobre el terreno natural de 49 m.
Cuenta con una central hidroeléctrica con un grupo turbogenerador que produce 13,1 GWh de media al año. El embalse de la presa es muy utilizado para la pesca deportiva.
La Presa de Maranhão es propiedad de la Asociación de Regantes y Beneficiarios del Valle del Sorraya y, junto con la Presa de Montargil y la Presa de Magos, alimenta el Canal del Sorraya.

## Estructura de la presa
La presa cuenta con una altura de 55 m sobre la cota de cimentación (49 m sobre el lecho del río). La coronación de la presa se encuentra a una altitud de 133 m s.n.m. La longitud de la coronación del muro es de 204 m y su anchura es de 10 m. El volumen de la estructura es de 592.000 m³.
La presa tiene un aliviadero. Se puede descargar un máximo de 44 m³/s a través del drenaje y un máximo de 1.600 m³/s a través del aliviadero. El caudal de inundación de diseño es de 2.200 m³/s. Se determinó que la probabilidad de que este evento ocurra es una vez cada 500 años.

## Embalse
Con la cota normal de 130 m (máximo 130,9 m), el embalse cubre un área de alrededor de 19,6 km² y tiene capacidad para 205,4 millones de m³ de agua, de los cuales se pueden utilizar 180,9 millones de m³. La cota mínima a la que aún pueden operar las máquinas es de 111 m.

## Central eléctrica
Con una capacidad instalada de 2 megavatios, la central de Maranhão es una de las centrales hidroeléctricas más pequeñas de Portugal. La producción media anual es de 13,1 millones de kWh.
La turbina Francis fue suministrada por VA Tech Escher Wyss. Está ubicada en una casa de máquinas al pie de la presa. La turbina entrega un máximo de 2 MW, mientras que el generador asociado entrega 2,45 MVA. La velocidad nominal de la turbina es de 500 rpm. La tensión nominal del generador es 6 kV. La tensión del generador se aumenta de 6 kV a 30 kV mediante un transformador.
La altura piezométrica mínima es de 6,22 m, la máxima es de 43,48 m. El caudal mínimo es de 2 m³/s, el máximo es de 6 m³/s.